# FischerTechnik

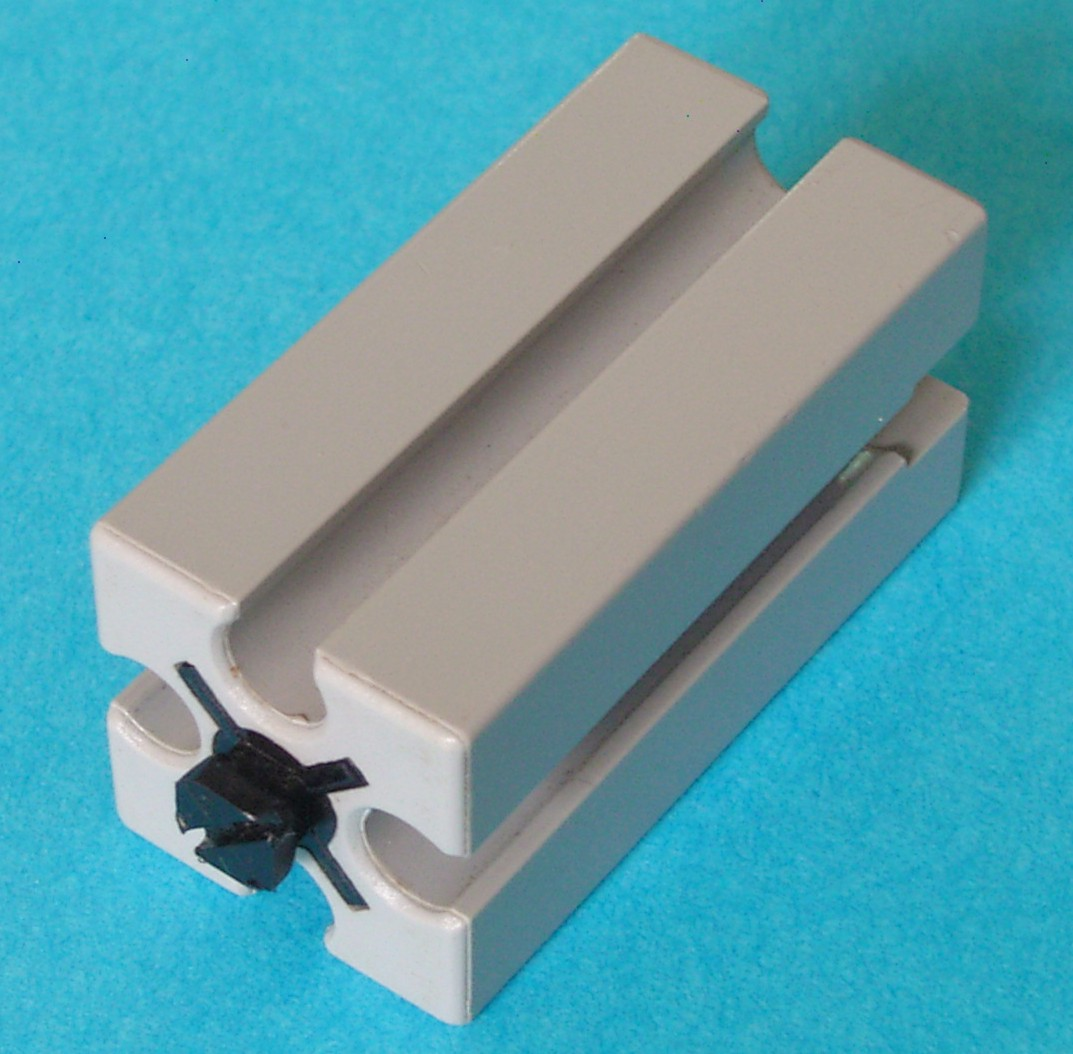
Bloc estàndard de 15×15×30 mm (més clavilla) en color gris original

Fischertechnik és un sistema de construcció modular flexibe i escalable per construir robots, vehicles i estructures programables ideals per a nens i joves. Els blocs i components de Fischertechnik inicien en la mecatrònica, la robòtica, l'electrònica i les energies renovables, ajudant a avançar en aquestes disciplines. El sistema va ser inventat per l'alemany Arthur Fischer. És una marca de joguines de construcció. Va ser inventat per Artur Fischer i és produït per fischertechnik GmbH a Waldachtal, Alemanya. Els aficionats sovint es refereixen a Fischertechnik com FT o ft. S'utilitza en educació per a l'ensenyament de màquines senzilles, així com de motorització i mecanismes. L'empresa també ofereix tecnologia d'interfície informàtica, que es pot utilitzar per ensenyar la teoria de l'automatització i la robòtica.
Existeixen diferents nivells, disposen d'un kit de muntatge per divertir-se i millorar la psicomotricitat dels nens més petits, a partir de cinc anys poden realitzar construccions de camions, a partir dels set anys poden construir un robot explorador i els usuaris més majors poden arribar a fer construccions d'un robot electropneumàtic que requereixen coneixements bàsics mecànics. Els nens i nenes aprenen des de com muntar una sínia fins al muntatge i maneig d'un robot d'automoció i nocions bàsiques de programació robòtica.

## Origen
L'empresa és un fabricant alemany de fixacions i el conjunt original de Fischertechnik estava pensat com a regal de novetat de Nadal (1964) per a enginyers i compradors de clients industrials. Els regals van resultar populars, així que per Nadal de 1965, la companyia va presentar el seu primer conjunt d'edificis per a la venda al detall a Alemanya. En part, s'ha afirmat que fomenta l'educació i l'interès per la tecnologia i la ciència entre els joves. Cap al 1970, els conjunts de construcció es venien als Estats Units a botigues de joguines de luxe com FAO Schwarz.

## Blocs de construcció
Els blocs de construcció bàsics eren de disseny de canal i ranura, fabricats amb niló dur. Els blocs bàsics venien en mides de 15 × 15 × 15 i 15 × 15 × 30 mil·límetres. Una clavilla a un costat de cada bloc es podria connectar a un canal a qualsevol dels altres cinc costats d'un bloc similar, produint un conjunt ben ajustat que podria prendre gairebé qualsevol forma. Les plaques de revestiment vermelles es podrien utilitzar per completar les superfícies exteriors dels models.

## Accessoris
Els blocs originals eren característics de color gris amb accessoris vermells com rodes i blocs angulats. Aviat es van afegir motors elèctrics, fonts d'alimentació i engranatges per mobilitzar models. Es van afegir peces de construcció addicionals, com ara puntals, en conjunts estàtics, que van permetre la construcció de ponts i grues torre d'aspecte realista. Algunes bigues de Fischertechnik realment estan fetes d'alumini. Almenys una empresa va fabricar barres d'alumini compatibles amb Fischertechnik de qualsevol longitud desitjada. Per ensenyar la física d'aquests models, alguns conjunts incloïen dispositius de mesura, de manera que es podien calcular i provar vectors trigonomètrics.

## Components elèctrics i electrònics
Els primers conjunts eren sofisticats i sovint eren utilitzats pels enginyers per ensenyar i simular la robòtica industrial. Aquest ús es va avançar amb l'addició de components elèctrics i electrònics com ara microinterruptors, interruptors de canya magnètica i fotocèl·lules, que detectaven la posició i proporcionaven entrada als motors. Amb el bloc electrònic bàsic (Grundbaustein), que contenia un amplificador operacional, es podien construir circuits de línia de retard i disparador de Schmitt. A finals de la dècada del 1970, es van introduir mòduls electrònics de lògica binària (AND, NAND, OR, NOR, flip-flops), de manera que els models poguessin prendre algunes decisions de ramificació. Es van posar a disposició dispositius pneumàtics per proporcionar capacitat d'agafament. A finals de la dècada del 1980, es van afegir mòduls de CPU de control de processos, de manera que els moviments de seqüències es podien preprogramar i executar, primer utilitzant el programari Lucky Logic (LLWIN).

## Kits per a edats més joves
A mesura que Lego es va fer més sofisticat amb la seva línia Mindstorms, Fischertechnik va intentar passar a kits de construcció menys tècnics i més divertits per a edats més joves. Les peces es van modelar amb plàstics més acolorits i es van desenvolupar petits conjunts de construcció per a models senzills com ara vehicles. Tanmateix, els productes Fischer eren més cars i tenien moltes menys peces que replicaven objectes quotidians que Lego. Especialment als Estats Units, Fischertechnik mai va aconseguir la paritat amb Lego en el mercat general de joguines de construcció, i FT encara està més posicionat com a producte per a escoles, enginyers i aficionats. Els conjunts no estan tan disponibles al detall com els productes de Lego als Estats Units, ni tan sols a Europa.

## Control de processos robòtics

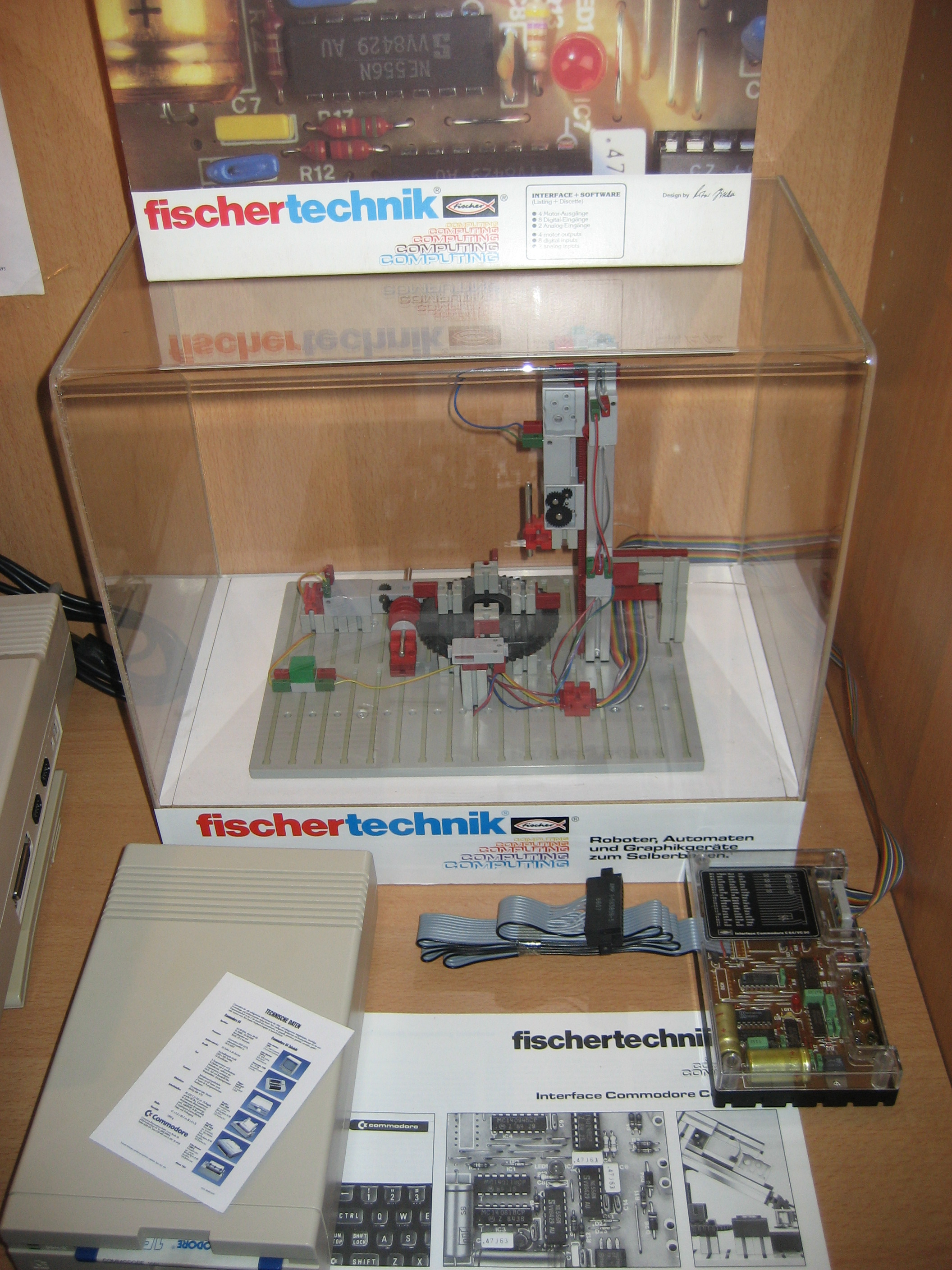
Informàtica Fischertechnik amb una interfície Commodore 64

El 2006, els conjunts de Fischertechnik estaven disponibles per al control de processos robòtics mitjançant el programari Robo-pro (el successor de Lucky-logic), controladors de procés integrats amb memòria flash, control remot d'infrarojos i radiofreqüència i activació pneumàtica. Els models robòtics podrien seguir rutes o línies preprogramades a terra, detectar obstruccions i canviar de rumb, detectar i moure objectes i simular dispositius quotidians com ara màquines expenedores, sistemes d'ascensors de passatgers i semàfors de control de trànsit. A principis de 2010, Fischertechnik va presentar el kit ROBO TX Explorer, que inclou un sensor de color.

## Col·leccions
Fischertechnik ha produït infinitat de conjunts diferents al llarg dels anys, i l'empresa ha canviat el nom diverses vegades dels conjunts existents. A més, hi ha hagut fins a cinc línies diferents d'aquests conjunts (sovint anomenades A , B , C , D i E als cercles de ventalls) amb components similars, però diferents (tots compatibles, és clar). Aproximadament, aquests encaixen en els anys de producció 1967–1971, 1972–1975, 1976–1981, 1981–1984 i 1984–1991. La línia A presentava predominantment imatges en blanc i negre, mentre que la línia B presenta el premi Oscar DuJouet 1970 al disseny de la caixa. C va veure la introducció de dents de plàstic negre (abans eren tots vermells) i D va veure la introducció d' estàtiques de plàstic groc (mentre que abans eren grises).
Les equivalències següents poden ajudar a donar sentit a alguns dels conjunts bàsics:
- Inici 300 = Inici 200 + 50/3 = Inici 100 + 50/2 + 50/3 = Inici 50 + 50/1 + 50/2 + 50/3

- Hobby 1 = UT1 = parts seleccionades de Start 300 (però abreujat significativament)

- Hobby 2 = UT2 = Mot1 + Mot2 + Mot3 (El Hobby 2 / UT2 no té la caixa de bateries que ve amb Mot1.)

- Hobby 3 = UT3 = EM1 + EM² + EM³ (L'EM significa Electromecànic).

- Hobby 4 = UT4 = EC1 + EC2 + EC3 (L'EC significa Electrònic).

- Hobby S = Inici 50S + 50S/1 + 50S/2 + 50S/3 (Tingueu en compte que són S = estructural, no un ).

Tingueu en compte que abans de la línia C de Fischertechnik (1976?), els conjunts d'inici no tenien tantes peces, i tampoc els seus kits addicionals (50/1, 50/2, 50/3). Com que els manuals més antics no tenen dates de copyright ni designacions oficials de línia, és difícil distingir conjunts sense un coneixement profund de què hi havia realment a la caixa per a cada línia i conjunt.
Més recentment, Fischertechnik ha començat a produir tota una línia de kits especialitzats per a la construcció de models particulars, com vaixells, avions, ponts, grues, etc. Això és una mica una diferència del seu nínxol tradicional produint conjunts genèrics dels quals (literalment) centenars es poden construir diferents models. Fischertechnik també ha començat a produir conjunts robòtics avançats, inclosos paquets de bateries, comandaments a distància i taulers de control programables.

## Habilitats que promouen
Aquests kits promouen moltes habilitats com el pensament abstracte, la recol·lecció de dades i mesuraments, l'anàlisi i interpretació de dades, la comunicació d'observacions a través de discussions, conduir experiments formulant i provant hipòtesis, formular definicions operatives, determinar el grau de precisió per al desenvolupament de la tasca, desenvolupament d'habilitats i del llenguatge per realitzar descripcions tècniques, desenvolupament d'habilitats d'anàlisi dimensional, desenvolupament d'habilitats motores fines, desenvolupament de la coordinació ull-mà, desenvolupament d'habilitats relacionades amb l'ordre, documentació de l'adequada operació d'equips, mecànics/elèctrics/pneumàtics, millora de raonament espacial i visualització de relacions espacials, millorar la comprensió de l'ús d'eines i el seu funcionament, seguiment d'instruccions gràfiques, identificar les múltiples aplicacions d'equips tecnològics, promoure la comprensió de la tecnologia i el seu ús, fer prediccions, entendre les correlacions entre les ciències, manipular i distingir entre components mecànics/elèctrics/pneumàtics, modificar dissenys basant-se en el comportament observat, resolució de problemes, promoure el raonament lògic i deductiu i definició i seqüència d'esdeveniments, entre d'altres.